# 列叙法
列叙法（れつじょほう、Accumulatio）とは、あらかじめ作られたポイントを、簡潔かつ力強い方法で再び表す修辞技法のこと。スピーチの総括での漸層法使用に用いられることが多い。

## 語源
ラテン語で、意味は「蓄積すること」。

## 例
- 大義に対するあなた方の体制、あなた方の警戒、あなた方の義務への忠誠、あなた方の熱情は、最高に激しいものまで高められなければならない - ウィンストン・チャーチル（1941年7月14日の演説。敵を打ち破るためにはなおも勇気と努力とが必要だと国民に訴えかける内容）
- 彼は己の自尊心を裏切る者、そして他者の自尊心を攻撃する者である。貪欲、不節制、短気、傲慢。両親への不忠、友人への忘恩、一族への迷惑。目上の人への侮辱、同僚への軽蔑、目下の者への無慈悲。手短に言えば、彼は誰にでも耐えられない。- マルクス・トゥッリウス・キケロ作とされる『Rhetorica ad Herennium』IV.52